# Từ Tường
Từ Tường (giản thể: 徐详; phồn thể: 徐詳; bính âm: Xu Xiang; ? – ?), tự Tử Minh (子明), là quan viên Đông Ngô thời Tam Quốc trong lịch sử Trung Quốc.

## Cuộc đời
Từ Tường quê ở huyện Ô Trình, quận Ngô, Dương Châu Năm 200, Tôn Quyền được phong làm Thảo Lỗ tướng quân, đóng ở Kinh Khẩu, phong Hồ Tống làm Thư bộ, Thị Nghi cùng Từ Tường cùng quản lý các việc cơ mật.
Năm 215, Tôn Quyền phá minh ước, cho quân đánh chiếm ba quận Trường Sa, Linh Lăng, Quế Dương. Lưu Bị xuất quân đến thành Bạch Đế, chuẩn bị đánh Giang Đông. Tôn Quyền khi đó thấy mình ít quân, phái Hồ Tống đến các huyện trưng binh, được hơn 6.000 người. Quyền đặt tên là Giải Phiền binh, chia làm hai bộ tả, hữu, phong Từ Tường làm Tả bộ đốc, Hồ Tống làm Hữu bộ đốc.
Năm 217, Tôn Quyền phái Từ Tường, khi đó giữ chức Đô úy kiêm Thiếu phủ đến chỗ Tào Tháo xin hàng. Tào Tháo phái sứ giả đến đáp lễ, đồng ý sửa lại quan hệ, hứa hẹn hai nhà kết làm thông gia.
Năm 221, Tôn Quyền được Tào Phi sắc phong làm Ngô vương, phong Hồ Tống, Thị Nghi, Từ Tường tước Đình hầu. Lúc này, Quyền thiết lập ra chức Tiết độ quan, quản lý quân lương, giao cho Từ Tưởng đảm nhiệm, phong Thiên tướng quân.
Năm 229, Tôn Quyền xưng đế, dời đô Kiến Nghiệp, phong Từ Tường, Hồ Tống làm Thị trung, thăng tước lên Hương hầu, kiêm nhiệm Tả, Hữu lĩnh quân. Sau đó không còn ghi chép về Từ Tường, chỉ biết Tường chết trước Hồ Tống (243), chức tiết độ do Gia Cát Khác kế nhiệm.

## Trong văn hóa
Từ Tường không xuất hiện trong tiểu thuyết Tam quốc diễn nghĩa của La Quán Trung.